# Saint-Ubalde
Saint-Ubalde es un municipio canadiense situado en la provincia de Quebec.

## Superficie
Saint-Ubalde tiene una superficie de 140,72 km².

## Demografía
En 2021, tenía 1456 habitantes, una densidad poblacional de 10,3 hab./km², y 1055 viviendas.